# Kiribatisch-portugiesische Beziehungen
Die kiribatisch-portugiesischen Beziehungen beschreiben das zwischenstaatliche Verhältnis von Kiribati und Portugal. Die Länder unterhalten seit 1983 direkte diplomatische Beziehungen.
Die Beziehungen der beiden Ländern gelten als problemfrei, jedoch wenig intensiv, da weder politisch noch wirtschaftlich oder kulturell wesentliche Berührungspunkte bestehen. Kiribati und Portugal sind beide Mitglieder in einer Reihe internationaler Organisationen, darunter die Weltgesundheitsorganisation, die UNESCO, der Internationale Währungsfonds und verschiedene UN-Gremien.
Weder sind portugiesische Staatsbürger in Kiribati (Zahlen von 2005) noch Bürger Kiribatis in Portugal (Zahlen von 2015) gemeldet.

## Geschichte

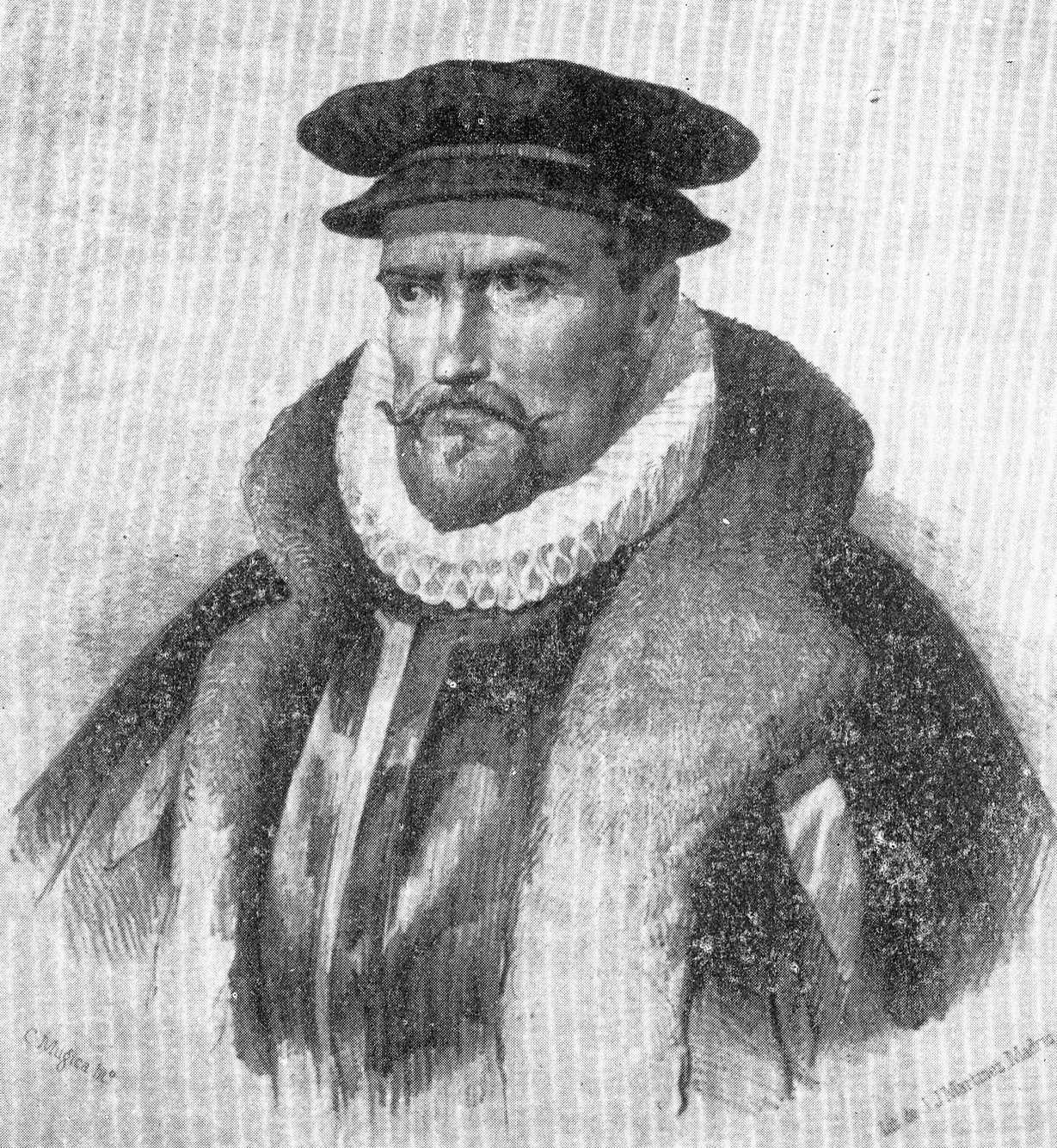
Pedro Fernandes de Queirós

Der in spanischen Diensten stehende portugiesische Seefahrer Pedro Fernandes de Queirós bereiste 1606 als erster Europäer diese Region des Pazifiks und dabei auch die Inseln Kiribatis.
Für die Portugiesischen Entdeckungsreisenden war die Region nur von geringem Interesse, da es keine bedeutenden Handelsplätze und Handelswaren versprach. Zudem fiel das Gebiet nach dem Vertrag von Saragossa in die spanische Sphäre, so dass auch keine portugiesische Motivation bestand, hier eigene Stützpunkte einzurichten.
Kiribati erreichte 1979 seine volle Unabhängigkeit vom Vereinigten Königreich. Am 15. November 1983 nahmen Kiribati und Portugal direkte diplomatische Beziehungen auf.

## Diplomatie
Portugal unterhält keine eigene Botschaft in Kiribati, das Land gehört zum Amtsbezirk des portugiesischen Botschafters im australischen Canberra. Auch Konsulate führt Portugal dort keine.
Kiribati hat ebenfalls keine eigene Vertretung in Portugal. Das Land besitzt nur drei Auslandsvertretungen (in Fidschi, in der Volksrepublik China und am UNO-Sitz in New York). Auch Konsulate Kiribatis bestehen in Portugal nicht.

## Wirtschaft
Zwischen Kiribati und Portugal findet aktuell kein zählbarer Handel statt. So weist die portugiesische Außenhandelskammer AICEP in ihren Statistiken Zahlen zu weltweit allen Ländern aus, mit denen Portugal Handel treibt, ohne zu Kiribati Zahlen anzugeben. Für Kiribati zuständig ist die AICEP-Niederlassung in der australischen Metropole Sydney.